# Croton yerbalium
Espèce
Croton yerbalium est une espèce de plantes à fleurs du genre Croton et de la famille des Euphorbiaceae, présente au Paraguay.
Elle a pour synonymes :
- Croton yerbalium var. hirsutus Chodat & Hassl.
- Croton yerbalium forma intermedius Chodat & Hassl.
- Croton yerbalium var. lanatus Chodat & Hassl.